# Helina iwasai
Helina iwasai este o specie de muște din genul Helina, familia Muscidae, descrisă de Shinonaga în anul 1994.
Este endemică în Nepal. Conform Catalogue of Life specia Helina iwasai nu are subspecii cunoscute.